# J.U.L.I.A.: Among the Stars
J.U.L.I.A.: Among the Stars ist ein Computerspiel des tschechischen Entwicklerstudios CBE Software aus dem Jahr 2014. Das Science-Fiction-Adventure wurde nach einer turbulenten Veröffentlichungsgeschichte eines inhaltlich fast identischen Vorgängers als crowdfinanziertes Remake entwickelt.

## Handlung
Im Jahr 2430 wird ein interstellares Raumschiff zum weit entfernten Planetensystem Salia entsendet. Einige Jahre zuvor hatte das Weltraumteleskop Chandra 17 das dem Sonnensystem ähnliche System entdeckt und darin eine künstliche Signalquelle ausgemacht. Das Raumschiff wird während seiner Reise von Asteroiden beschädigt, und der Bordcomputer, die künstliche Intelligenz J.U.L.I.A., weckt die 35-jährige Astrobiologin Rachel Manners aus dem Kälteschlaf. Manners befindet sich zu ihrer Verwunderung alleine auf dem Schiff, das den radioaktiv verstrahlten Planeten Xenophon im Planetensystem Salia umkreist. Der Rest der Besatzung befindet sich angeblich im Rahmen eines Außeneinsatzes auf dem Planeten. Da J.U.L.I.A.s Erinnerungsspeicher teilweise gelöscht wurde und sie keine Erklärung für die Vorkommnisse hat, macht sich Manners mit Hilfe der künstlichen Intelligenz und des Roboters für Außeneinsätze Mobot daran, die Geschehnisse aufzuklären, was sich zu einer Schnitzeljagd durch das Planetensystem mit sechs Planeten auswächst.
Manners findet zunächst heraus, dass alle anderen Besatzungsmitglieder bereits 60 Jahre zuvor aufgeweckt worden und unter zunächst ungeklärten Umständen auf unterschiedlichen Planeten zu Tode gekommen sind. Die Besatzung hatte offenbar versucht, auf dem im System befindlichen Planeten Ambrosia eine relativ weit entwickelte, vernunftbegabte Spezies, die Ambrosianer, auszurotten. Dazu sollte ein technologisch fortgeschrittenes Waffensystem zum Einsatz kommen, zuvor wurde die Besatzung jedoch selbst getötet. Die Geschehnisse erschließen sich zum Teil über schriftliche Kommunikation zwischen den Besatzungsmitgliedern aus der Zeit vor ihrem Tod sowie über ihre Logbucheinträge.
Manners stößt bei ihren Nachforschungen im Planetensystem auf eine Rasse steinartiger Überwesen, die die Balance im Universum überwachen und ihr den Auftrag erteilen, ein gottähnliches Wesen zu töten, dass sich als komplexe, technologisch weit fortgeschrittene Maschine entpuppt und den Weg zu einem bis dato verborgenen Planeten weist. Dieser war die Heimat einer untergegangenen Rasse, die versucht hatte, die Ambrosianer auszulöschen. Manners findet heraus, dass J.U.L.I.A. für den Tod der Besatzung ihres Schiffs verantwortlich ist und Manners verschonte, weil diese an der Ausrottung der Ambrosianer nicht beteiligt war. Die künstliche Intelligenz musste Manners schließlich doch aufwecken, weil sie die durch den Asteroiden verursachten Schäden nicht selbst beheben konnte.
Manners möchte den Ambrosianern helfen, müsste dafür aber Ressourcen ihres Schiffes nutzen, die ihr für den Rückweg zur Erde fehlen würde. Am Ende des Spiels muss sie sich für die Rückkehr zur Erde oder für ein Verbleiben bei den Ambrosianern entscheiden.

## Spielprinzip und Technik
J.U.L.I.A.: Among the Stars ist ein Point-and-Click-Adventure, das aus der Egoperspektive gespielt wird. Die Spielwelt wird größtenteils in Form von vorgerenderten Standbildern dargestellt, die der Spieler auf Interaktionspunkte absucht. Mit Hilfe der Interaktionspunkte kann sich der Spieler durch die Spielwelt navigieren, selbige untersuchen und durch die Kombination mit Gegenständen aus dem Inventar des Spielers Rätsel lösen. Der Spieler übernimmt dabei die Rolle von Rachel Manners. Anfangs tritt Manners für Reparaturarbeiten auf dem Schiff selbst in Aktion. Missionen zu Planetenoberflächen werden durch Mobot ausgeführt, der vor Ort ein Bild seiner unmittelbaren Umgebung auf dem aktuell besuchten Planeten liefert, das der Spieler analysiert und per Single-Choice-Verfahren Mobot Handlungsanweisungen gibt. Hintergrundinformationen und die Steuerung des eigenen Raumschiffs werden über ein Manners zugängliches Computerterminal realisiert; J.U.L.I.A. liefert hierfür Daten und führt gegebenenfalls von Manners instruierte Aktionen aus. Über die Spielhandlung verstreut sind einige Minispiele, in der Regel Knobeleien, in das Spiel eingeflochten. Für das erfolgreiche Bestehen einiger dieser Minispiele kann der Spieler Komponenten für Mobot freischalten, die für den weiteren Spielfortschritt notwendig sind und es ihm beispielsweise ermöglichen, unter Wasser tätig zu werden oder bestimmte Werkzeuge zu benutzen. Die Spielzeit beträgt etwa zehn Stunden.

## Entwicklungs- und Veröffentlichungsgeschichte
J.U.L.I.A.: Among the Stars beruht auf einer 2012 veröffentlichten, einfacher gehaltenen Version des Spiels, J.U.L.I.A. Der Vorgänger wurde über den britischen Publisher Lace Mamba veröffentlicht, der gegenüber CBE Software die Verkaufszahlen verschleierte und Zahlungen verweigerte. Vom Skandal um Lace Mamba waren unter anderem auch die Entwicklerstudios Amanita Design und Daedalic Entertainment betroffen. CBE Software geriet daraufhin in finanzielle Schwierigkeiten und musste für die Finanzierung des Remakes von J.U.L.I.A. auf eine Crowdfunding-Kampagne zurückgreifen.
Durch die im März 2013 gestartete, sechswöchige Kampagne auf der Plattform Indiegogo sollten umgerechnet 5.000 US-Dollar eingenommen werden, über 14.000 US-Dollar kamen zusammen. Ziel des Entwicklerteams war es, Grafik, Musik und Interface zu verbessern sowie zahlreiche Rätsel zu überarbeiten. Für den Fall des Übererreichens des Finanzierungsziels legten die Entwickler sogenannte „Stretch Goals“ fest, durch das zusätzlich eingenommene Geld finanzierbare zusätzliche Entwicklungsschritte. Die letztendlich erreichten Stretch Goals waren eine ausgeweitete Spielhandlung mit mehr Orten und Charakteren sowie ein Vollbildmodus für die Erforschung von Planetenoberflächen.
Für Anfang 2015 wurde eine vollständig lokalisierte deutschsprachige Fassung des Spiels angekündigt, die dann im Januar 2016 erschien. Übersetzung und Dialogregie wurden dabei vom Synchronsprecher Hans Pieper geleistet, der auch die Rolle des Mobot einsprach.

### Sprecher
| Rolle              | Vereinigtes Konigreich [ 9 ] | Deutschland [ 6 ]    |
| ------------------ | ---------------------------- | -------------------- |
| Rachel Manners     | Lucy Fillery‑Murphy          | Friederike Schürheck |
| J.U.L.I.A.         | Jennifer Helia               | Maria Madeja         |
| Mobot              | Klemens Köhring              | Hans Pieper          |
| Stimme des Museums | Laura MacDonald              | Anette Stall         |

## Rezeption
J.U.L.I.A.: Among the Stars erhielt verhaltene bis positive Bewertungen. Die Rezensionsdatenbank Metacritic aggregiert 9 Rezensionen zu einem Mittelwert von 71.
Das Fachmagazin Adventure-Treff lobte Grafik, Sound und Interface als gegenüber dem Vorgängerspiel deutlich aufgewertet und poliert und zeigte sich von der „guten Sci-Fi-Geschichte“ angetan. Das Magazin kritisierte einen zähen Spieleinstieg. In Summe sei es vor dem Hintergrund der Teamgröße und des Budgets „Wahnsinn, was CBE Software mit ein paar Tausend Dollar Crowdfunding-Geld und circa anderthalb Jahren Zeit aus ihrem unscheinbaren Sci-Fi-Schinken gemacht haben“. 4Players zeigte sich von der Story des Spiels positiv berührt und notierte „weitestgehend solide und schlüssige“ Rätsel. Das Magazin hob die „vollständige und professionelle“ Vertonung unter der Regie von Hans Pieper hervor, monierte aber die zwar aufwändig gestalteten, mangels Animationen aber oftmals steril wirkenden Kulissen sowie das „billig“ wirkende Interface. In Summe sei J.U.L.I.A.: Among the Stars ein „solides Adventure“. Das englischsprachige Fachmagazin Adventure Gamers hielt fest, dass CBE Software die positiven Aspekte des Ursprungsspiels für die erweiterte Fassung ausgebaut und die weniger gut bewerteten Aspekte überarbeitet hätte. Trotz kleinerer technischer Unzulänglichkeiten sei J.U.L.I.A.: Among the Stars „ein gutes Science-Fiction-Adventure mit wunderschönen Grafiken und interessanten Rätseln.“
Bei den Aeggie Awards des Fachmagazins Adventure Gamers, der größten jährlichen Preisverleihung der Adventureszene, siegte J.U.L.I.A.: Among the Stars 2014 in der Kategorie „Best Update/Remake“.